# Oxana Dorodnova
Oxana Anatólievna Dorodnova –en ruso, Оксана Анатольевна Дороднова– (Moscú, URSS, 14 de abril de 1974) es una deportista rusa que compitió en remo.
Participó en cuatro Juegos Olímpicos de Verano, obteniendo una medalla de bronce en Sídney 2000, en la prueba de cuatro scull, el séptimo lugar en Atlanta 1996, el cuarto en Atenas 2004 y el séptimo en Pekín 2008, también en el cuatro scull.
Ganó tres medallas en el Campeonato Mundial de Remo entre los años 1998 y 2005, y una medalla de plata en el Campeonato Europeo de Remo de 2008. Adicionalmente, obtuvo una medalla de oro en el Mundial de 2006, en el cuatro scull, que perdió por dopaje de su compañera de bote Olga Samulenkova.

## Palmarés internacional
| Juegos Olímpicos   | Juegos Olímpicos        | Juegos Olímpicos  | Juegos Olímpicos |
| Año                | Lugar                   | Medalla           | Prueba           |
| ------------------ | ----------------------- | ----------------- | ---------------- |
| 2000               | Sídney (Australia)      | Medalla de bronce | Cuatro scull     |
| Campeonato Mundial |                         |                   |                  |
| Año                | Lugar                   | Medalla           | Prueba           |
| 1998               | Colonia (Alemania)      | Medalla de plata  | Cuatro scull     |
| 1999               | St. Catharines (Canadá) | Medalla de bronce | Cuatro scull     |
| 2005               | Kaizu (Japón)           | Medalla de bronce | Cuatro scull     |
| 2006               | Eton (Reino Unido)      | DSC               | Cuatro scull     |
| Campeonato Europeo |                         |                   |                  |
| Año                | Lugar                   | Medalla           | Prueba           |
| 2008               | Maratón (Grecia)        | Medalla de plata  | Cuatro scull     |